# Serrognathus lineatopunctatus
Serrognathus lineatopunctatus es una especie de coleóptero de la familia Lucanidae. La especie fue descrita científicamente por Frederick William Hope en 1831.

## Subespecies
- Serrognathus lineatopunctatus idei (Fukinuki, 2001)

= Dorcus idei Fukinuki, 2001
- Serrognathus lineatopunctatus lineatopunctatus (Hope, 1831)

= Lucanus lineatopunctatus Hope, 1831
= Lucanus lineatopunctatus bengalensis Hope y Westwood, 1845
= Eurytrachellelus lineatopunctatus daedalion Didier y Séguy, 1953
= Dorcus lineatopunctatus exaratus Dejean, 1837
= Platyprosopus lineatopunctatus falco Hope y Westwood, 1845
= Dorcus lineatopunctatus hyperion Boileau, 1899
= Dorcus lineatopunctatus punctatostriatus Redtenbacher, 1848
= Dorcus lineatopunctatus semirugosus Thomson, 1862
= Dorcus lineatopunctatus tityus Hope, 1842
- Serrognathus lineatopunctatus tethys (Didier, 1929)

= Eurytrachelus tethys Didier, 1929

## Distribución geográfica
Habita el Subcontinente indio, Serrognathus lineatopunctatus lineatopunctatus en Himachal Pradesh, Uttar Pradesh, Darjeeling, Assam, Bután, y Serrognathus lineatopunctatus tethys en Sikkim y Bután.